# Nicole Bettlé
Nicole Janine Bettlé (* 23. Oktober 1969 in Basel) ist eine Schweizer Historikerin. Zu ihren Hauptthemen gehören die Hexenverfolgung in der Frühen Neuzeit und die Reformation.

## Leben
Nicole Bettlé studierte Geschichte und Neuere Deutsche Literatur an der Universität Freiburg (Schweiz). Von 2010 bis 2011 absolvierte sie als Stipendiatin des Schweizerischen Nationalfonds ein Forschungsjahr an der Universität des Saarlandes. Bettlé wurde 2011 bei Volker Reinhardt in Allgemeiner und Schweizer Geschichte der Neuzeit promoviert. Ihre Dissertation mit dem Titel Wenn Saturn seine Kinder frisst. Kinderhexenprozesse und ihre Bedeutung als Krisenindikator. Mit besonderer Berücksichtigung der Schweizer Kinderhexen- und Hexenverfahren des 15.–18. Jahrhunderts wurde 2013 als Buch herausgegeben.

## Forschung
Bettlé verfasste mit ihrer Dissertation ein Referenzwerk zur Geschichte der Hexenkinder. Insgesamt analysierte sie über vierhundert Fälle, darunter rund 130 Strafverfahren der Schweizer Hexenkinder, die nach langer Tabuisierung auf diese Weise Eingang in die moderne Forschung fanden. Sie ist die erste Historikerin, die die Kinderhexenprozesse in der Schweiz untersucht hat. Unter Einbezug von Kultur- und Mentalitätsgeschichte der damaligen Zeit stellt sie am Beispiel der Hexenkinder dar, unter welchen soziokulturellen, demographischen sowie ökonomischen Bedingungen bzw. aufgrund welcher religiösen und rechtspolitischen Vorbilder eine Gesellschaft bereit ist, Angehörige der Nachfolgegeneration zu opfern, und welche Mechanismen ursächlich dieses Verhalten des Menschen bestimmen, das Epochen übergreifend in Erscheinung tritt, obwohl es doch den Prinzipien der Menschlichkeit widerspricht und zugleich die Erhaltung der Art gefährdet.

## Veröffentlichungen
- Giovanni Boccaccios Dekameron (1353) – Eine Kurzübersicht. (Essay) GRIN Verlag München u. a. 2004, BoD ISBN 978-3-638-95151-7.
- Die Melancholie und ihre Auswirkungen am Beispiel Martin Luthers. (Studienarbeit) GRIN Verlag München u. a. 2005, BoD ISBN 978-3-638-92302-6.
- Angst in der Eidgenossenschaft. (Lizenziatsarbeit) GRIN Verlag München u. a. 2006, BoD ISBN 978-3-638-89646-7.
- Wenn Saturn seine Kinder frisst. Kinderhexenprozesse und ihre Bedeutung als Krisenindikator. Lang, Bern 2013, ISBN 978-3-0343-1251-6 (= Freiburger Studien zur Frühen Neuzeit, herausgegeben von Volker Reinhardt, Band 15, zugleich Dissertation an der Universität Fribourg 2012).
- Child-Witches. In: Johannes Dillinger (Hrsg.): The Routledge History of Witchcraft, London 2019, ISBN 978-1-03-208261-5, Kapitel 18.